# Diplôme d'économiste du Conservatoire national des arts et métiers
 (janvier 2023).
Si vous disposez d'ouvrages ou d'articles de référence ou si vous connaissez des sites web de qualité traitant du thème abordé ici, merci de compléter l'article en donnant les références utiles à sa vérifiabilité et en les liant à la section « Notes et références ».
Le diplôme d'économiste du Conservatoire national des arts et métiers (économiste CNAM),était alors inscrit  au niveau I du RNCP (actuel niveau 7, bac+5),et conférait le grade de master.

## Présentation
Ce diplôme a été homologué au niveau I (Bac+5) par arrêté du 08 avril 1981 et publié au journal officiel de la république française du 10 avril 1981 .
Il a été délivré par le CNAM jusqu'en 2008, aux titulaires du diplôme d'études supérieures économiques,(ou équivalent), poursuivant leur cursus en suivant les enseignements et passant les examens de cycle C, (troisième cycle de l'établissement), puis proposant un sujet de mémoire lié à une réalisation, à soutenir devant un jury délivrant le diplôme en cas de succès, conformément aux conditions de délivrance des diplômes Bac + 5 du CNAM, dont il est l'expression, quant aux sciences économiques et de gestion appliquées au monde de l'entreprise.
Il porte mention d'une spécialité: (Prévisions et gestion commerciale, comptabilité-gestion, commerce international, économie d'entreprise, actuariat...)
Depuis la réforme LMD, lui ont succédé au sein du CNAM d' autres formations à Bac + 5 comme les Masters, DSCG, MBA...
Les économistes CNAM exercent notamment des responsabilités de cadres supérieurs des pôles tertiaires de l'industrie, du commerce, des assurances, ou encore de l'administration par ses ouvertures de droit à certains concours des catégories A de la fonction publique.